# Lin Junhong
Lin Junhong (Chinees: 林俊红;9 december 1990) is een Chinese voormalig wielrenster. Lin is gespecialiseerd op de sprintonderdelen bij het baanwielrennen. In 2018 won ze samen met Zhong Tianshi de teamsprint tijden de Aziatische Spelen.

## Belangrijkste resultaten
| Jaar | AK                        | WK                                                  | Overig                                                                            |
| ---- | ------------------------- | --------------------------------------------------- | --------------------------------------------------------------------------------- |
| 2009 |                           |                                                     | WB Melbourne: teamsprint                                                          |
| 2010 | teamsprint                | teamsprint · 10e 500m tijdrit · 13e sprint          | WB Peking: · teamsprint · Aziatische Spelen: · sprint                             |
| 2011 | teamsprint · sprint       | teamsprint · 14e sprint · 21e keirin                | WB Peking: · teamsprint                                                           |
| 2012 |                           | 11e sprint                                          |                                                                                   |
| 2013 |                           |                                                     | Oost Aziatische Spelen: · sprint                                                  |
| 2014 | sprint · teamsprint       | teamsprint · sprint                                 | WB Guadalajara: · sprint · teamsprint · Aziatische Spelen: · sprint · 6e keirin   |
| 2015 | keirin · sprint           | 5e keirin                                           | WB Cali: · keirin                                                                 |
| 2016 | sprint · 4e keirin        | sprint · 12e keirin                                 | WB Hongkong: · sprint                                                             |
| 2017 | 5e sprint 6e keirin       | 4e teamsprint 14e sprint 25e keirin                 |                                                                                   |
| 2018 |                           |                                                     | Aziatische Spelen: · teamsprint · 6e sprint · 6e keirin · WB Londen: · teamsprint |
| 2019 | teamsprint · 500m tijdrit | 8e teamsprint 9e 500m tijdrit 13e keirin 20e sprint | WB Hongkong: · teamsprint                                                         |
| 2020 |                           | 16e 500m tijdrit                                    |                                                                                   |